# Цайбиг, Каролина
Кароли́на Ца́йбиг (нем. Karoline Zeibig; ок. 1815, Санкт-Петербург — неизвестно) — немецкая оперная певица и актриса.

## Биография
Родилась около 1815 года в Санкт-Петербурге в семье немецкого оперного певца Бенедикта Цайбига и его второй жены Катарины. Начала выступать на сцене около 1830 года и вплоть до 1835 года была частью труппы Александринского театра в Санкт-Петербурге. После этого уехала в Германию и выступала на сцене городского театра в Магдебурге. 29 марта 1836 года перед началом второго акта оперы «Запрет любви» Рихарда Вагнера, оркестром в которой дирижировал сам композитор, а роль Изабеллы исполняла Цайбиг, супруг Карл Людвиг Поллерт приревновал её ко второму тенору по фамилии Шрайбер и устроил драку, в результате чего продолжение представления пришлось отменить. В 1836—1837 годах выступала на сценах Франкфуртской и Венской оперы, а также в Мангейме и Брауншвейге. В 1837—1838 годах — в Кёнигсберге, в 1838—1839 годах — в Риге. В 1838 или 1839 году развелась со своим первым мужем Карлом Людвигом Поллертом и вышла замуж за придворного сановника Александра Дресслера, после чего на несколько лет покинула сцену. В 1841 году вернулась на сцену: в 1841—1842 годах выступала в Бреслау, в 1841—1842 годах — в Ахене, 1843—1846 годах — в Ганноверском оперном театре, в 1846—1847 годах — в Детмольде, в 1847—1849 годах — в Майнце и в Кёльне, в 1849—1850 годах — в Немецкой опере в Амстердаме, в 1850—1851 годах — в Ростоке, в 1851—1853 годах — Ольмюце и Троппау, в 1853—1854 годах — в Вюрцбурге, в 1854—1855 годах — в Трирском городском театре, в 1855—1856 годах — снова в Олмюце, в 1856—1857 годах — в Цюрихском оперном театре. Дальнейшая судьба, дата и место смерти неизвестны.